# Високовипалювальний гіпс
Високовипалюваний гіпс (естрихгіпс) добувають випалюванням природного гіпсового каменю при температурі 800-1000 °C з наступним його помелом. При цьому гіпс майже повністю зневоднюється, а деяка кількість CaSO4 розкладається, утворюючи вільний CaO, який є каталізатором тверднення. Температура випалювання залежить від чистоти, фізичних властивостей сировини і складу домішок. Тужавіє і твердне естрихгіпс у процесі перетворення безводного гіпсу на двогідрат. Естрихгіпс тужавіє повільніше, ніж ангідритовий цемент. Початок тужавіння наступає не раніше ніж через 2 год після замішування, кінець – через 16-36год.
Водопотреба - 28-32 %, міцність нижча за міцність ангідритового цементу. Має три марки: Г10, Г15, Г20 залежно від границі міцності на стиск у 28-добовому віці зразків із тіста нормальної густоти. Використовується для виготовлення безшовних підлог і підготовок під лінолеум, завдяки підвищеній стійкості проти стирання.